# Frank Glaser
Frank Joachim Glaser (* 5. Februar 1924 in Wernigerode; † 2002 in Berlin) war ein deutscher Maler und Grafiker.

## Leben und Werk
Glaser machte nach der Grundschule von 1938 bis 1942 eine Lehre als Farblithograph und wurde dann zum Kriegsdienst eingezogen. Nach der Rückkehr aus der Kriegsgefangenschaft bildete er sich autodidaktisch als Maler weiter, ehe er von 1947 bis 1952 bei Arno Mohr und Horst Strempel an der Kunsthochschule Berlin-Weißensee Malerei studierte. Von 1952 bis 1954 war er an der Kunsthochschule Dresden Aspirant bei Rudolf Bergander, anschließend bis 1956 in Weißensee bei Bert Heller und Kurt Robbel. Danach arbeitete er bis 1968 in Berlin als freischaffender Maler und Grafiker. Daneben leitete er u. a. im Berliner Kabelwerk Oberspree einen Malzirkel. Glaser erhielt mehrere wichtige staatliche Aufträge u. a. für baugebundene Kunst in Ost-Berlin. 1966/1967 war er mit Dieter Gantz und Gerhard Stelzer an der Erarbeitung des Konzepts zur künstlerischen Ausgestaltung der Rathauspassagen Berlin beteiligt. Ab 1969 leitete Glaser als Dozent das Abendstudium an der Kunsthochschule Berlin-Weißensee.
Glaser war bis 1990 Mitglied des Verbands Bildender Künstler der DDR und hatte in der DDR eine große Anzahl von Einzelausstellungen und Ausstellungsbeteiligungen. U.a. war er von 1958 bis 1982/1983 auf fünf Deutschen Kunstausstellungen bzw. Kunstausstellungen der DDR in Dresden vertreten. Sein deskriptives Bild „Meister Gerhard Kast“ von 1967 war das von der DDR-Tagespresse meistpublizierte Porträt der VI. Deutschen Kunstausstellung, während andere „schon im Ansatz in Neuland vorfühlende Arbeiten … durchaus nicht so oft reproduziert worden sind.“
Glaser war mit der Malerin Dagmar Glaser-Lauermann verheiratet, mit der er auch einige künstlerische Projekte realisierte.

## Ehrungen (Auswahl)
- 1961: Goethe-Preis der Stadt Berlin
- 1980: Kunstpreis des FDGB
- 1982: Nationalpreis der DDR III. Klasse
- 1985: Preisträger im Wettbewerb 100 ausgewählte Grafiken
- 1986: Anerkennung für Grafik m Wettbewerb zum XI. Parteitag der SED

## Werke (Auswahl)

### Malerei und Grafik

#### Tafelbilder
- An der Metrostrojewskaja Uliza in Moskau (Öl, 94 × 123 cm; u. a. auf der Fünften Deutschen Kunstausstellung)

- Meister Gerhard Kast (1967, Öl; auf der VI. Deutschen Kunstausstellung; Kunstarchiv Beeskow)[3]
- Bildnis Max Oeser, Held der Arbeit (um 1968, Öl)[4]
- Strand auf Usedom (1979, Öl; auf der VII. Deutschen Kunstausstellung)[5]
- Porträt Dr. Charlotte Pauly (1972, Öl; auf der VII. Deutschen Kunstausstellung)[6]

#### Druckgrafik
- Die japanischen Fischer (1958, Holzschnittzyklus; auf der Vierten Deutschen Kunstausstellung)[7]

### Baugebundene Werke
- 1962: Entwicklung der Elektrizität. Mosaik am Eingangsbau des damaligen Rundfunk- und Fernsehtechnischen Zentralamts Berlin, Putzkeramik (mit Dagmar Glaser-Lauermann und Gertrud Triebs, zerstört)[8]
- 1964: Gemalter Fries im Festsaal des Staatsrats der DDR (heute European School of Management and Technology)
- 1966/1967: Jagdfrühstück. Wandgemälde am Hotel Unter den Linden in Berlin
- 1967/1969: Lenin in Deutschland. Glasfenster im Lesesaal der Alten Bibliothek der Humboldt-Universität zu Berlin[9]